# Paul Koulibaly
Keba Paul Koulibaly (n. 24 martie 1986, Ouagadougou, Burkina Faso) este un fotbalist din Burkina Faso care evoluează pe postul de fundaș stânga.